# シミット

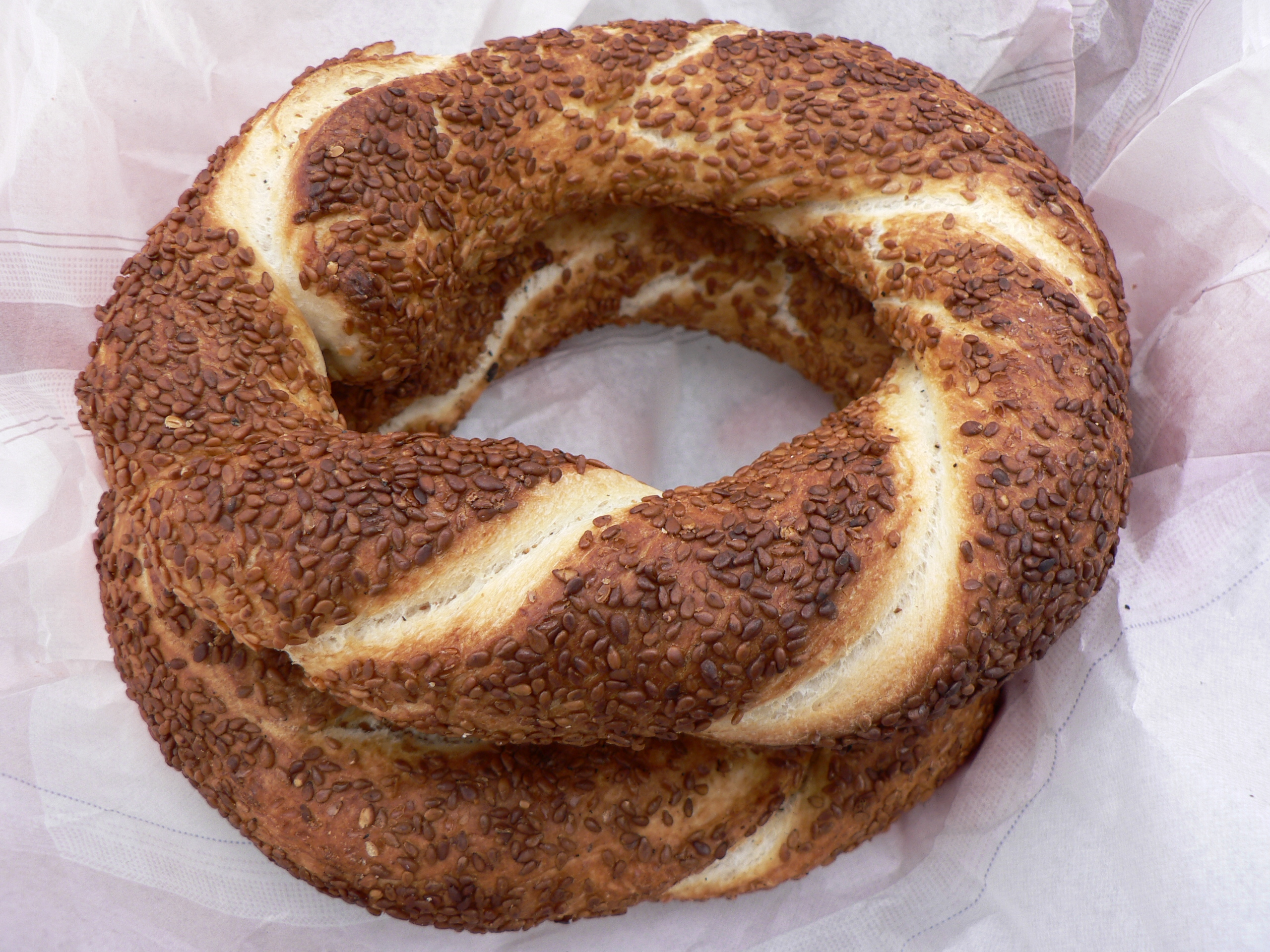
シミット

シミット（スィミット、トルコ語：Simit）、ゲヴレク（トルコ語：gevrek、ブルガリア語：геврек、セルビア語：ђеврек）、もしくはクルーリ（ギリシア語：κουλούρι）は、一般にゴマで覆われている円形のパンで、トルコやその他オスマン帝国配下にあった地域や中東で見られる。地域によって大きさや食感等の特徴は若干異なる。
イズミルでは、イスタンブールのものとはほとんど変わらないが、gevrek（=パリッとした物）と呼ばれる。一方、アンカラのものは他の都市より小さめでよりパリパリしている。

## 名前
simit という語はアラビア語の samīd (سميد) =「白いパン／細かい小麦粉／セモリナ」から来ている。

## 消費

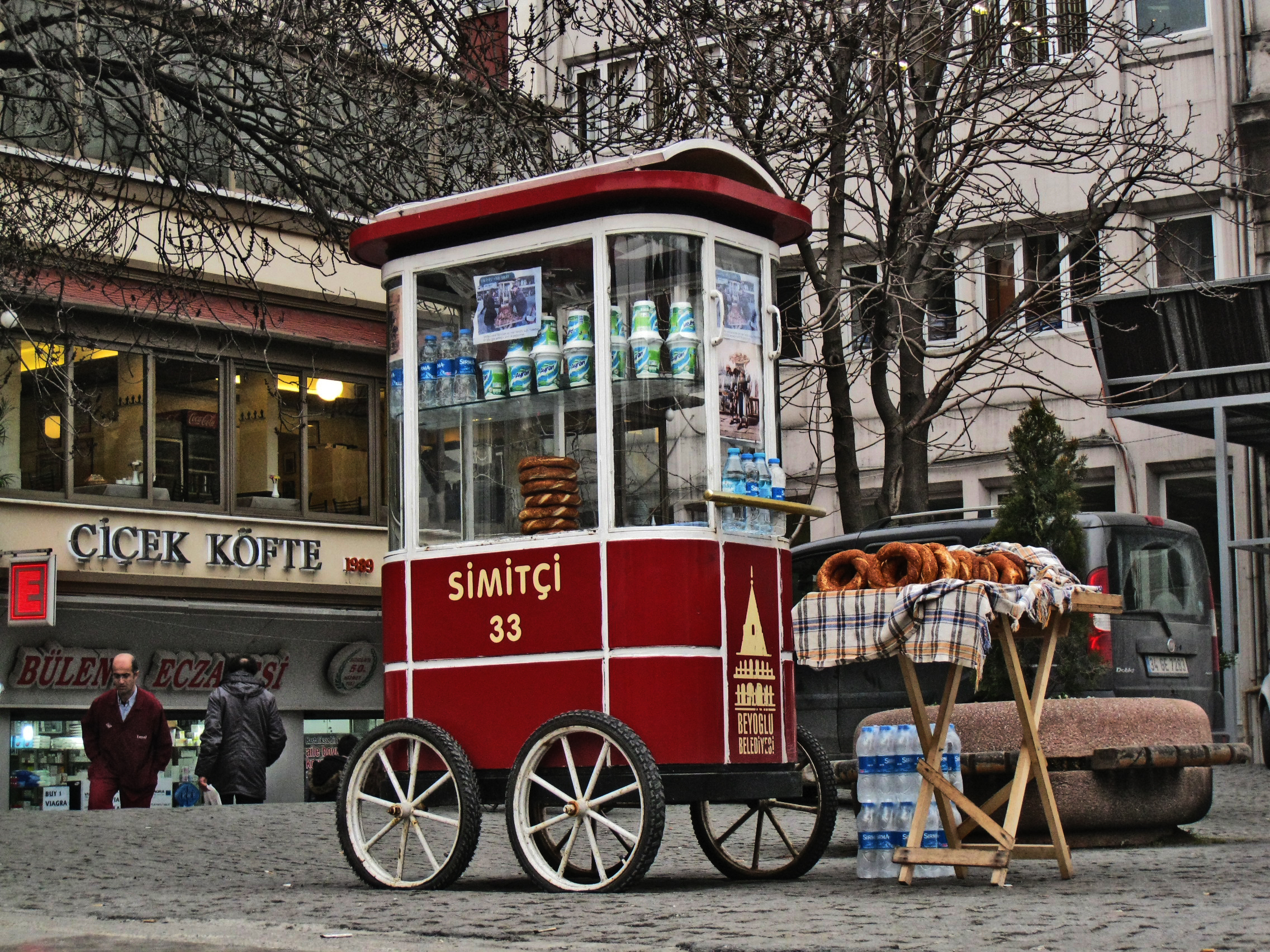
路上でシミットや飲料を扱う移動販売カート (イスタンブール)

シミットは普通そのまま食べられたり、朝食に紅茶やジャム、チーズもしくはアイランなどと共に供される。伝統的に紅茶がシミットと共に飲まれる。

## 参照
1. ↑  Kees Versteegh, ed (2008). Encyclopedia of Arabic Language and Linguistics. IV (Q–Z). Brill. p. 262 (entry samīd). ISBN 978-90-04-14476-7
2. ↑  http://www.etimolojiturkce.com/kelime/simit
3. ↑  Sahillioğlu, Halil.
4. ↑  Ünsal, Artun.
5. ↑  Evliya Çelebi Seyahatnâmesi Kitap I. [The Seyahatname Book I] (Prof.
6. ↑  Jean Brindesi, Illustrations de Elbicei atika.
7. ↑  Alexander Van Millingen, Constantinople (London: Black, 1906) https://www.gutenberg.org/files/39620/39620-h/39620-h.htm